# شاب للأبد (فلم)
شاب للأبد هو فيلم صيني (بالصينية:栀子花 开) من إخراج هي جيونغ و بطولة تشانغ هويوين و لي يي فينغ، صدر الفيلم في 10 يوليو 2015.

## طاقم التمثيل
- لي يي فينغ

- تشانغ هويوين

- جيانغ جينفو

- وي داشون

- كالفن تو

- تشانغ يوكسي

- لي شيناي

- سونغ يي

- تشانغ يون لونغ
- تشاي جي
- وانغ يوشو
- كوكو لي
- ليو هاو ران

- نيكهون

## استقبال الفيلم
تلقى الفيلم ملاحظات سلبية، على الرغم من المراجعات السلبية ولكنه حقق 38.5 مليون دولار.

## روابط خارجية
مقالات تستعمل روابط فنية بلا صلة مع ويكي بيانات